# Велика Весь (Поморське воєводство)
Велика Весь (пол. Wielka Wieś, нім. Großendorf) — село в Польщі, у гміні Ґлувчиці Слупського повіту Поморського воєводства.
Населення — 484 особи (2011).
У 1975-1998 роках село належало до Слупського воєводства.

## Демографія
Демографічна структура станом на 31 березня 2011 року:
|          | Загалом | Допрацездатний вік | Працездатний вік | Постпрацездатний вік |
| -------- | ------- | ------------------ | ---------------- | -------------------- |
| Чоловіки | 254     | 69                 | 171              | 14                   |
| Жінки    | 230     | 59                 | 145              | 26                   |
| Разом    | 484     | 128                | 316              | 40                   |